# 101 Dywizja Powietrznodesantowa (USA)
101 Dywizja Powietrznodesantowa (ang. 101st Airborne Division; także: 101 Dywizja Powietrzno-Szturmowa, ang. 101st Air Assault Division) – związek taktyczny wojsk powietrznodesantowych Armii Stanów Zjednoczonych.
101 DPD została aktywowana 16 sierpnia 1942. Utworzona docelowo jako dywizja spadochronowa (w przeciwieństwie do 82 DPD, która została przemianowana z dywizji piechoty na powietrznodesantową). Obydwie tworzyły pierwsze amerykańskie dywizje powietrznodesantowe. Jest jedną z najsłynniejszych dywizji Armii Stanów Zjednoczonych. Stacjonuje obecnie w Fort Campbell w stanie Tennessee. W chwili obecnej żołnierze dywizji nie odbywają szkolenia spadochronowego, a określenie „powietrznodesantowa” w nazwie jest tylko pozostałością historyczną. Obecna doktryna bojowa dywizji opiera się na transporcie żołnierzy śmigłowcami, stąd określenie „powietrzno-szturmowa”, właściwie odzwierciedlające rolę dywizji na polu walki.

## Historia
101 Dywizja Powietrznodesantowa to jeden z najsłynniejszych amerykańskich związków taktycznych, a także pierwsza jednostka tworzona od podstaw w etacie wojsk powietrznodesantowych w Stanach Zjednoczonych. Jej dowódcą był początkowo gen. William Lee (zm. 1948), ale z powodu ataku serca, który nastąpił parę miesięcy przed inwazją, został odesłany do Stanów Zjednoczonych, więc dowodzenie nad nią objął generał Maxwell Taylor, który dowodził aż do rozwiązania w 1945.

### Operacja Overlord
Operacja Overlord była dla 101 DPD chrztem bojowym. Tuż przed odlotem, żołnierzy odwiedził głównodowodzący operacji generał Dwight Eisenhower. Zrzut spadochronowy rozpoczął się 6 czerwca 1944 tuż po północy. Gęsta mgła, jak i niemiecka obrona przeciwlotnicza sprawiła, że spadochroniarze ze 101 Dywizji Powietrznodesantowej zostali rozrzuceni od Cherbourga na północnym skraju półwyspu Cotentin, aż po Carentan na południu. Niewielu z nich wylądowało w wyznaczonych strefach zrzutu, w pobliżu swoich własnych jednostek. Zamiast organizować się w bataliony czy kompanie, walczyli w małych grupkach, które czasem sprowadzały się do kilku żołnierzy z różnych pododdziałów. Żołnierze 101 DPD wymieszali się ze spadochroniarzami z 82 Dywizji Powietrznodesantowej, którzy mieli zabezpieczać wojska inwazyjne lądujące na plaży Utah od zachodu, podczas gdy 101 DPD miała umożliwić wejście wojsk w głąb lądu i połączenie się z 82 DPD oraz z wojskami lądującymi na plaży Omaha poprzez zajęcie ważnego węzła komunikacyjnego jakim było Carentan.
Pierwsze godziny minęły na poszukiwaniu swoich pododdziałów, organizowania się w mniejsze grupki, określanie swojego położenia na obcej ziemi. Celem dywizji w Dniu D było zabezpieczenie czterech wyjść z plaż, mostów na drodze pomiędzy Saint-Martin-de-Varreville i Pouppeville oraz zapory w la Barquette. Ponadto spadochroniarze mieli zniszczyć most drogowy na północny zachód od Carentan oraz bardziej wysunięty na zachód most kolejowy w celu uniemożliwienia przeprowadzenia kontrataku przez wojska niemieckie oraz zdobyć przyczółki na rzece Douve na północny wschód od Carentan.
O świcie spadochroniarze zostali wzmocnieni piechotą transportowaną przez szybowce. W jednym z rozbitych szybowców zginął zastępca dowódcy dywizji generał-brygadier Don Pratt. Do wieczora 6 czerwca dywizja zabezpieczyła wyjścia z plaż i nawiązała kontakt z oddziałami 4 Dywizji Piechoty, która lądowała na plaży Utah. Zdobyta została również tama w la Barquette. Nie udało się zaś zabezpieczyć przepraw na rzece Douve. 8 czerwca dywizja zdobyła St. Côme-du-Mont. Carentan ostatecznie zostało zdobyte 12 czerwca. 13 czerwca, we współdziałaniu z 2 Dywizją Pancerną, 1 DPD odparła niemiecki kontratak, który miał na celu odbicie miasta z rąk amerykańskich spadochroniarzy. Kolejnym zadaniem jakie otrzymała dywizja było zabezpieczanie lewej flanki VII Korpusu poprzez przyjęcie pozycji obronnych na półwyspie. 27 czerwca dywizja została zluzowana przez 83 Dywizję Piechoty. Dwa dni później została odłączona od VII Korpusu i skierowana do Cherbourga w celu zluzowania 4 Dywizji Piechoty.
Dywizja pozostawała w odwodzie 1 Armii do połowy lipca, kiedy to powróciła do Anglii, gdzie uzupełniała straty poniesione w Normandii. Kilka tygodni poświęcono szkoleniu żołnierzy z uzupełnień w oczekiwaniu na kolejną misję. W sierpniu 101 DPD weszła w skład 1 Alianckiej Armii Powietrznodesantowej. Straty dywizji wyniosły 4670 żołnierzy w tym 1098 zabitych.

### Operacja Market Garden
17 września 1944 rozpoczęła się aliancka operacja o kryptonimie Market Garden. Jej celem było utworzenie i utrzymanie korytarza na terytorium Holandii od Eindhoven na południu po Arnhem na północy, co miało zaowocować przekroczeniem Renu i wejściem wojsk sprzymierzonych w głąb terytorium III Rzeszy, a docelowo – przyspieszeniem zakończenia wojny. 101 Dywizja Powietrznodesantowa wraz z 82 DPD, brytyjską 1 DPD oraz polską 1 Samodzielną Brygadą Spadochronową brała udział w fazie Market, której celem było zabezpieczenie dróg i mostów przez wojska powietrznodesantowe. Faza Garden obejmowała atak lądowy prowadzony przez brytyjski XXX Korpus. Zrzut spadochronowy odbył się w dzień, mimo to na zrzutowiskach w kierunku spadochroniarzy nie padł ani jeden strzał. Dywizja miała działać w sektorze ograniczonym przez Eindhoven na południu i Veghel na północy – razem piętnastomilowy odcinek drogi nazwany później przez spadochroniarzy Hell’s Highway (Drogą do piekła). Celem było zabezpieczenie mostu drogowego na południe od Son, mostu kolejowego i mostów drogowych znajdujących się w Veghel, mostu w Sint-Oedenrode oraz dodatkowo mostów w miejscowości Best (jako alternatywnych przepraw przez Kanał Wilhelminy). Zabezpieczenie tych przepraw umożliwiłoby marsz XXX Korpusu na północ w stronę 82 DPD i brytyjskiej 1 DPD.
Pierwszego dnia nie udało się zdobyć i zabezpieczyć mostów w Best oraz zapobiec zniszczeniu mostu w Son. Kolejnym zadaniem dywizji po połączeniu się z wojskami naziemnymi było uniemożliwienie wojskom niemieckim przecięcia drogi, czy też zablokowania jej na kontrolowanym przez siebie piętnostomilowym odcinku. 22 września nastąpił pierwszy niemiecki kontratak – dzień ten pozostał w pamięci jako „Czarny Piątek”. Niemcy przecięli i zablokowali drogę pomiędzy Veghel i Uden po czym skierowali atak na południe w kierunku Veghel. Kontratak został odparty przez 101 DPD, jednakże droga nie została otwarta. Dopiero dzień później, z pomocą brytyjskich wojsk pancernych atakujących od północy, 101 DPD atakująca z południa odblokowała drogę. Kolejny niemiecki kontratak zablokował drogę w rejonie Koevering pomiędzy Veghel i St. Oedenrode. 25 września 101 DPD wraz z wojskami brytyjskimi była już gotowa do ataku na pozycje niemieckie. Dzień później droga znowu była otwarta – Niemcy jednak zaminowali ją i wycofali się pod osłoną nocy. Od tego momentu 101 DPD nie pozwoliła na przecięcie przez wojska niemieckie drogi na swoim odcinku. Na początku października dywizja została przeniesiona na odcinek zwany Wyspą znajdujący się na południe od Arnhem pomiędzy dwoma rzekami: Renem i Waal.
Dywizja zakończyła swój udział w walkach w Holandii pod koniec listopada. Została wycofana do Francji (do Mourmelon) w celu dokonania uzupełnień w sprzęcie i ludziach oraz podjęcia szkoleń. Straty wyniosły ponad 858 zabitych, 2151 rannych oraz 398 pojmanych lub zaginionych.

### Bastogne
16 grudnia 1944 na terenie Ardenów Niemcy uderzyli na pozycje alianckie przełamując słabo przygotowaną obronę. Ważnym punktem strategicznym było Bastogne, miasto leżące na skrzyżowaniu siedmiu dróg zwanych Seven Roads to Hell (Siedmioma drogami do piekła). 17 grudnia dywizja została postawiona w stan najwyższej gotowości. 18 grudnia ciężarówkami, z brakami w zimowym umundurowaniu, broni, amunicji oraz ludziach (stany niektórych pododdziałów wahały się w granicach 50% stanu wyjściowego przed operacją Market Garden) 101 DPD ruszyła w stronę Werbomont. W Neufchateau generał McAuliffe dowodzący dywizją pod nieobecność generała Taylora, został poinformowany, że dywizja dołączy do VIII Korpusu i wzmocni obronę w Bastogne. Rozkaz brzmiał: „Utrzymać Bastogne”.
Generał McAuliffe pod swoje dowództwo otrzymał pododdziały z 9 i 10 Dywizji Pancernej, 705 batalion przeciwpancerny, 755 i 969 bataliony artylerii polowej oraz niedobitki z innych oddziałów. Do pierwszych walk doszło 19 grudnia na zachód od Neffe oraz na północ od Noville. W nocy z 19 na 20 grudnia Niemcy schwytali 326 powietrznodesantową kompanię medyczną. 20 grudnia pododdziały dywizji wycofały się z Noville poprzez Foy na południe, gdzie zajęły pozycje obronne. 22 grudnia wraz z poprawą pogody rozpoczęły się zrzuty zaopatrzenia. Ponadto na niebie pojawiło się alianckie lotnictwo. Tego samego dnia Niemcy postawili obrońcom ultimatum honorowego poddania się. Generał McAuliffe odpowiedział „gówno”. Wiadomość o tym podbudowała morale amerykańskich żołnierzy. 23 grudnia teren zajmowany przez dywizję i oddziały ją wspomagające rozciągał się od Foy i Longchamps na północy przez Flamierge na północnym zachodzie, Mande de St. Etienne oraz Senonchamps na zachodzie, Marvie na południowym wschodzie oraz linię łączącą Marvie z Foy.
26 grudnia okrążenie Bastogne zostało przerwane przez pododdziały 4 Dywizji Pancernej nacierającej w kierunku miasta od południa, z kierunku Assenois. Nie był to jednak koniec zmagań dywizji. Zaczęła się walka o odepchnięcie Niemców z rejonu Bastogne. W styczniu 1945 dywizja uczestniczyła w atakach na Recogne oraz na Noville przez Foy oraz Rachamps w celu ujęcia Houffalize. Po trwających prawie miesiąc walkach w mrozie i trwającym tydzień okrążeniu próba wytrzymałości dla 101 DPD zakończyła się wraz z załadunkiem na ciężarówki zmierzające w kierunku Alzacji, do Haguenau. Dywizja miała tam zastąpić 42 Dywizję Piechoty, która poniosła ciężkie straty w walkach z Niemcami. Straty 101 DPD poniesione w trakcie walk w Ardenach wahają się od 482 zabitych do 982 – wielu żołnierzy było wcześniej uznanych za zaginionych.

### Niemcy
W Hagenau 101 DPD oddała ostatnie strzały podczas wojny. Po wysłaniu jej do Niemiec w 1945 roku nie podjęła już walki z wrogiem. Jej zadaniem było rozbrajanie poddających się oddziałów niemieckich. 101 DPD wyzwoliła w marcu niemiecki obóz pracy, filię obozu w Dachau. Na początku kwietnia zaś zajęła Orle Gniazdo Hitlera w Berchtesgaden, gdzie kwaterowała w dniu zakończenia wojny w Europie. Pomimo obaw żołnierzy, dywizja nie została wysłana do walki z Japończykami na Pacyfiku.

## Dzieje współczesne
101 Dywizja Powietrznodesantowa pełniła funkcję okupacyjną w Niemczech do 30 listopada 1945 roku, kiedy to została rozwiązana w austriackiej miejscowości Zell am See. 101 DPD została reaktywowana w 1948 i szkolona w Fort Campbell. W 1960 została wysłana do Wietnamu, gdzie brała udział m.in. w bitwie pod Hamburger Hill. Dwa plutony ze 101 DPD uczestniczyły w walkach z Wietkongiem na terenie ambasady amerykańskiej w czasie ofensywy Tết. Dywizja brała udział w obu wojnach w Zatoce Perskiej. Jej część pełniła obecnie funkcję stabilizacyjną w Iraku i Afganistanie; stacjonuje w Fort Campbell.

## Kultura masowa
Literatura:
- Kompania braci
- Największy brat
- David Kenyon Webster „Kompania spadochronowa”. Wyd. Magnum. Warszawa. 2011 r.

Kino:
- Kompania braci

Gry komputerowe:
- 101st: Airborne in Normandy[2]
- Brothers in Arms: Earned in Blood
- Brothers in Arms: Road to Hill 30
- Brothers in Arms: Hell’s Highway
- Company of Heroes
- Call of Duty

Muzyka:
- Sabaton – Screaming Eagles

- „Rooster” – utwór zespołu Alice in Chains, traktujący o wojnie w Wietnamie. Ojciec Jerry’ego Cantrella służył w 101 Dywizji Powietrznodesantowej[3]

Żołnierzem dywizji był krótko Jimi Hendrix.